# Pictureland
Pictureland er en amerikansk stumfilm fra 1911 af Thomas H. Ince.

## Medvirkende
- King Baggot som Pablo.
- Anita Hendrie.
- David Miles.
- Isabel Rea som Rosita.
- William Shea.